# Lo real, lo imaginario y lo simbólico

«Esquema R» Los tres registros en la tópica lacaniana, donde:
Triángulo esquina superior: Lo imaginario;
Φ: El falo imaginario;
S: El sujeto del inconsciente;
m: El yo (moi);
Trapecio central: Lo real;
Triángulo esquina inferior: Lo simbólico;
M: La madre simbólica;
a: El otro imaginario (objeto a);
I: Yo (moi) ideal;
a': El Yo en el encuentro con el otro imaginario;
P: La Ley/El Nombre del Padre;
A: El Gran Otro

Lo real, lo imaginario y lo simbólico son términos utilizados por Jacques Lacan como sustantivos en género neutro, para señalar unos campos o dimensiones, que él llama «registros» de lo psíquico. En el psicoanálisis de orientación lacaniana estos tres registros se encuentran relacionados conformando una tópica. Esta tópica constituye una estructura que se puede representar ejemplarmente como elementos anudados de un modo semejante (no forzosamente idéntico) a un nudo borromeo. Según Lacan, estos tres registros posibilitan conjuntamente el funcionamiento psíquico, de modo que cualquier entidad, proceso o mecanismo de lo psíquico puede ser enfocado y analizado en sus aspectos imaginarios, reales y simbólicos. Así, por ejemplo, un proceso de pensamiento del orden simbólico involucra siempre una base o soporte en lo real y una representación en el registro de lo imaginario.
El conjunto de los tres registros es denominado por Jacques Lacan en una fase temprana del desarrollo de esta teoría (a partir de 1953) con la sigla: «S.I.R.» (es decir, simbólico, imaginario, real) y luego, en el contexto del intento de formalización de la teoría a través de matemas que Lacan llevó a cabo a partir de 1970, la sigla es invertida, transformándose en «R.I.S.», donde lo real pasa a tomar aquel lugar determinante en la estructura que en la primera tópica ocupaba lo simbólico, y a ser definido como un «resto» que se substrae a toda formalización científica, por lo que no se puede «matematizar».

## Registro de lo real

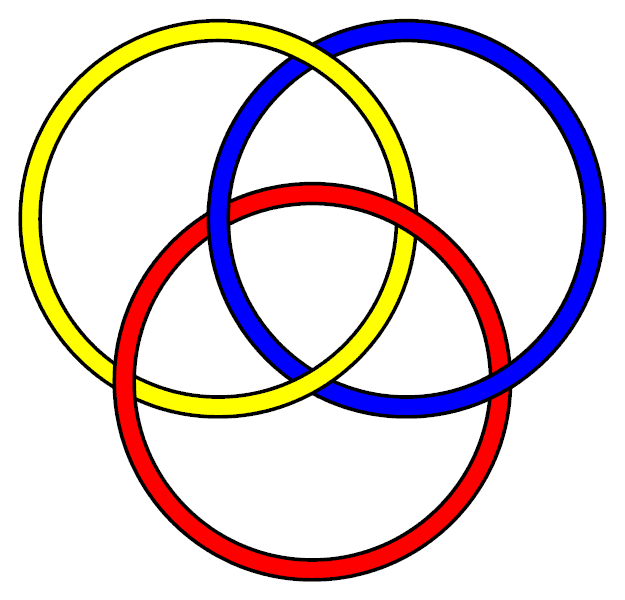
El nudo borromeo ejemplifica la relación entre los registros. Basta retirar cualquiera de los tres anillos para que se desanuden los otros dos.

Lo real es un concepto críptico y difícil de definir en la teoría de Lacan, ya que para hacerlo, se requiere el concurso de los otros dos registros, puesto que se trata de lo que no es imaginario ni se puede simbolizar. Lo real es todo aquello que tiene una presencia y existencia propias y es no-representable.
Aunque las palabras se asemejen, no debe confundirse con el concepto de «realidad», puesto que ella más bien pertenece al orden del lenguaje, simbólicamente estructurado. Lo real aparece en la esfera de la sexualidad, de la muerte, del horror y del delirio. Lo real es lo que no podemos pensar, imaginar o representar, es decir, lo inconceptualizable, lo que no se puede poner en la palabra o en el lenguaje, constituyendo un indeterminado incontrolable. Sin embargo, no se encuentra completamente alejado del orden de lo simbólico sino que justamente constituye el no-fundamento inmanente del significante. En eso último consiste la paradoja de este no-concepto.
Durante el Seminario de 1955-1956 Lacan estuvo dedicado a la clínica de las psicosis. En este contexto realizó un nuevo análisis del caso de Daniel Paul Schreber, que lo condujo a elaborar y reelaborar varios conceptos centrales de su teoría, entre otros el de la forclusión del Nombre del Padre, como mecanismo que caracteriza a las psicosis y que consiste en la no inscripción del significante fundamental (el Nombre del Padre) en el registro simbólico. A partir de este momento, lo real es definido como un lugar otro de lo psíquico donde reaparecen («retornan») los significantes forcluidos en forma de alucinaciones o delirios.
Lacan intentó en sus últimos años ejemplificar lo real y su relación con los otros dos registros de manera estructurada (como en el nudo borromeo) o formalizarlo en el marco de la topología o como matemas (una notación algebraica particular). El intento no prospera y Lacan concluye que lo real se abstrae a toda matematización o formalización.

## Registro de lo imaginario
Lo imaginario, se funda -tal cual su nombre lo indica- en el pensar con imágenes; pensamiento que -según Freud- es el tipo de pensamiento más primario (representación). En la concepción freudiana, la percepción deja huellas o marcas psíquicas (signos perceptuales) que conforman un espacio psíquico compuesto de imágenes provenientes de todos los sentidos y de los movimientos del otro y del propio cuerpo que, cuando logran significarse como propias, hacen a una imagen integrada del sujeto que pasa a comprenderse como uno, distinto de otro. El aporte de Lacan es conceptualizar este proceso, definiendo que a partir del denominado estadio del espejo el sujeto puede identificar su imagen como un Yo, diferenciado de otro humano. Esto requiere una cierta enajenación estructural dado que lo designado como «yo» es formado a través de lo que es el otro —es decir, mediante la imagen que, en espejo, proviene del otro.
Lo imaginario es entonces la dimensión, el continente, en el cual se desarrolla el pensar en imágenes, no solo visuales, sino imágenes en sentido semiológico. La pregnancia del campo de lo visual se entiende porque en la imagen visual quedan subsumidas todas las demás imágenes correspondientes al campo de las representaciones de cosa. El antecedente está en el texto temprano de Freud La Afasia (1891), donde desarrolla la idea de que es el particular estatus de la palabra (y del lenguaje) lo que torna imposible su reducción a las teorías de la transmisión neurofisiológica de impulsos y donde resalta la importancia que tiene la «impresión sonora» (la imagen sonora) en contraste con la relativa irrelevancia que asigna a la correspondencia entre el campo de las representaciones de la palabra y las de objeto.
Para comprender por qué Lacan señala a lo imaginario como la «dimensión del engaño», podemos pensar en los ejemplos del espejo que él mismo ofrece. Las imágenes visuales son de tanta importancia en este registro, que podemos tomar como modelo a las reflexividades e ilusiones ópticas, que nos entrampan, y provocan nuestra fascinación. Siguiendo esta idea, la sugestión y la hipnosis operarían sobre lo Imaginario.

## Registro de lo simbólico
Lo simbólico es el registro psíquico que se origina en el lenguaje y la instancia del Gran Otro, o bien, la Madre.
Debido a que no basta con poseer una noción de la propia imagen corporal (que como se ha visto procede de otro); el Sujeto propiamente dicho surge recién mediante la inscripción en el orden Simbólico (orden del lenguaje verbal y orden de la cultura) (ver la ley) momento en el cual el infante adquiere la habilidad de utilizar el lenguaje —es decir—, de materializar «su» deseo mediante el discurso y con un pensar basado en símbolos. Lacan diferencia a los símbolos del Símbolo: 

Este símbolo Φ (Phi mayúscula) [...] lo designé brevemente, quiero decir, de una forma rápida y abreviada, como símbolo del lugar donde se produce la falta del significante [...]Pero cuando lo he introducido hace un momento, he dicho símbolo falo, y quizás este es, en efecto, el único significante que merezca en nuestro registro - y de un modo absoluto - el título de símbolo.

El Símbolo (Φ Phi mayúscula) es entonces lo que Lacan llama el «falo simbólico», es decir aquel lugar que señala el momento de la emergencia de Psique.
En el registro de lo simbólico se tiende en lo posible a transducir toda clase de información a unidades discretas del tipo signo (por ejemplo, significantes), por medio del proceso dialéctico de la metonimia/metáfora.
Si bien el registro de lo simbólico muy probablemente sea una capacidad innata del hombre, Lacan observa que su verdadero despliegue solo es posible a partir de un estímulo específico: el de la función paterna en los primeros años de vida.
Como ejemplo de lo anterior se aporta el caso de los niños ferales conocidos (que son muy pocos). Estos niños en su infancia quedaron abandonados en la naturaleza y fueron adoptados como «cachorros» por otros animales. Una vez recuperados y realizado un intento ulterior de integración y socialización tardía, nunca pudieron desarrollar un discurso humano, esto es un registro de lo simbólico propiamente dicho. En los mejores casos solo llegaron a formas rudimentarias. 
En la psicosis es donde se vislumbra la falta de aquello simbólico que instaura el lenguaje en tanto inconsciente del sujeto. Es aquella Ley del Nombre del padre —Ley paterna instaurada con el complejo de castración— la que genera el corte en el sujeto, el «no tocarás a tu madre», la Ley del Edipo. Esto inserta al sujeto en la metáfora paterna, la cual posibilita la entrada en el lenguaje. En la psicosis esto se encuentra en falta. No hay corte, no hay forma de responder al vacío con el que nos encontramos todos —la falta del falo—, como sí puede responder el neurótico con el objeto de deseo más cercano. El psicótico, entonces queda fuera del discurso, fuera de la metáfora, por ende en la metáfora delirante. 
En el infante la función paterna instaura la Ley, el orden o logos. Por este medio es que permite un pensar racional, que ordena la información procedente del registro de lo imaginario y el registro de lo real y así una comunicación relativamente coherente entre los sujetos de la especie. No se trata solamente de las funciones gramaticales, ni es lo mismo que el lenguaje o el discurso, sino que lo simbólico se pone en juego mediante la llamada «operatoria de la castración simbólica» en la que tanto el sujeto como el objeto y el Otro, quedan escindidos.